# Ilja Kovalčuk
Ilja Valerjevič Kovalčuk (rusky Илья Валерьевич Ковальчук) (* 15. dubna 1983 Kalinin, Sovětský svaz) je ruský hokejový útočník hrající v týmu HC Spartak Moskva v lize KHL.

## Kariéra

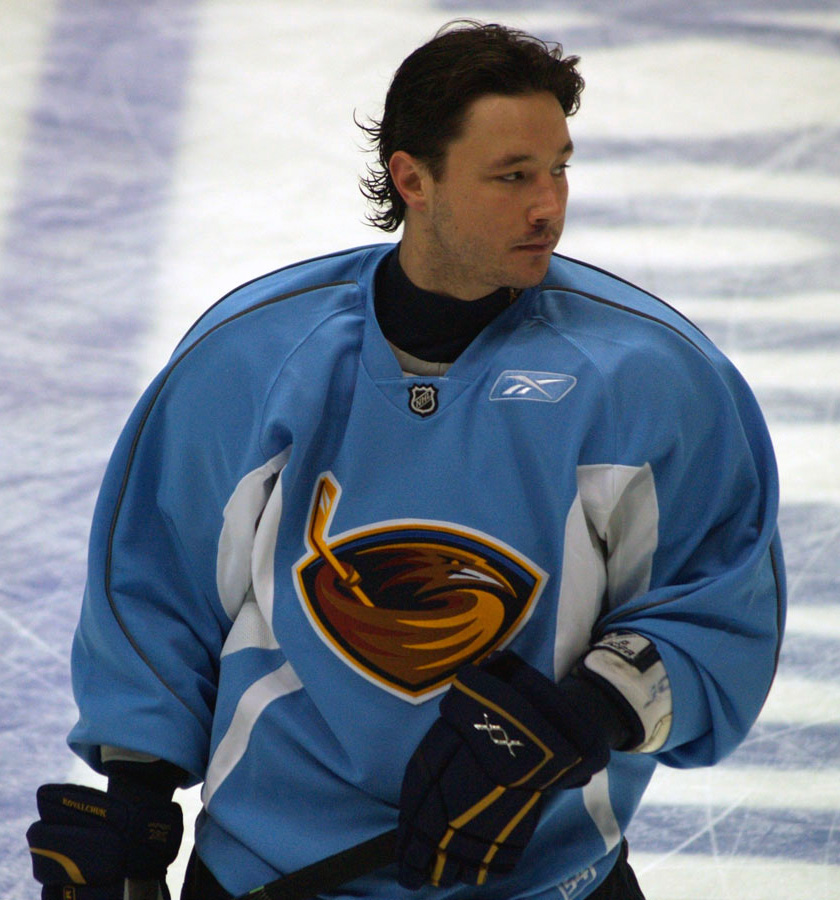
Ilja Kovalčuk se rozcvičuje před zápasem s Florida Panthers 4. února 2006.

Začínal v ruském týmu HC Spartak Moskva, který v sezóně 1999/2000 postoupil z druhé nejvyšší ruské soutěže do Ruské superligy. V této sezóně hrál na Mistrovství světa do 18 let ve Švýcarsku, kde s týmem Ruska vyhrál stříbrné medaile a v 6 zápasech získal 5 kanadských bodů. V sezóně 2000/2001, hrál za HC Spartak Moskva v Ruské superlize kde si připsal ve 40 zápasech 46 kanadských bodů za 28 gólů a 18 asistencí. Na přelomu roku 2000 a 2001 hrál na Mistrovství světa juniorů v Rusku, kde Rusko prohrálo ve čtvrtfinále se Švédskem 2:3. Na konci sezóny byl ještě nominován do reprezentace pro Mistrovství světa do 18 let ve Finsku, kde Rusové s Iljou Kovalčukem v sestavě vyhráli. Poté byl draftován do NHL už v 1. kole, na celkově 1. místě v draftu NHL 2001 týmem Atlanta Thrashers. V sezóně 2001/2002 se v tomto týmu prosadil v NHL. Byl nominován do zápasu NHL Youngstars Game, ve kterém proti sobě hrají výběry nejlepších nováčků obou konferencí NHL. Také byl v této sezóně nominován do ruské reprezentace pro Zimní olympijské hry v Salt Lake City. Kde s ruským týmem vyhrál bronzovou medaili. V NHL si v této sezóně připsal 51 kanadských bodů v 65 zápasech, za což byl na konci sezony zvolen do NHL All-Rookie týmu (sestava nejlepších nováčků sezóny NHL). V sezóně 2002/2003 získal 67 kanadských bodů v 81 zápasech. Na konci sezóny byl nominován do Ruské reprezentace na Mistrovství světa ve Finsku, která ale po porážce s Českou republikou 0:3 ve čtvrtfinále vypadla a skončila na sedmém místě. V sezóna 2003/2004 byl zvolen do zápasu NHL All-Star Game (zápas výběrů největších hvězd obou konferencí NHL). Po sezóně byl zvolen do 2. All-Star Týmu (2. sestava nejlepších hráčů sezóny NHL), dále obdržel Maurice Richard Trophy (cena pro nejlepšího střelce sezóny NHL) a Charlamovovu trofej (cena pro nejlepšího ruského hráče v NHL). V létě 2004 byl nominován do ruské reprezentace pro Světový pohár. Zde po porážce ve čtvrtfinále 3:5 s USA skončilo Rusko na 6. místě. V sezóně 2004/2005 se liga NHL pro stávku hráčů nehrála a Kovalčuk hrál za Kazaň v Ruské Superlize, kde si v této sezóně připsal 42 kanadských bodů v 53 zápasech. Na konci sezóny byl nominován do ruské reprezentace pro Mistrovství světa v Rakousku, kde vybojovali bronzovou medaili. V sezóně 2005/2006 se opět začala hrát liga NHL a tak nastoupil opět za tým Atlanty Thrashers. Tato sezóna byla co se týče kanadského bodování zatím jeho nejvydařenější. V 78 zápasech si připsal 98 kanadských bodů za 52 gólů a 46 asistencí. V této sezóně hrál za Ruskou reprezentaci na Zimních olympijských hrách v Turíně. Tam tým Ruska nedosáhl na medaile a po prohře v zápase o 3. místo 0:3 s českou reprezentací skončil na 4. místě. V sezóně 2006/2007 získal v 82 zápasech 76 kanadských bodů). Na konci sezóny byl opět nominován do ruské reprezentace pro Mistrovství světa v Rusku, kde Rusko získalo bronzové medaile. V sezóně 2007/2008 hrál v NHL All-Star Game a vyrovnal svůj osobní střelecký rekord s 52 góly. Na konci sezóny s ruským týmem na Mistrovství světa v Kanadě získal svoji první zlatou medaili. V sezóně 2008/2009 si v NHL připsal 91 kanadských bodů v 79 zápasech a zahrál si v NHL All-Star Game. Na konci sezóny hrál opět na Mistrovství světa za Rusko, tentokrát ve Švýcarsku a tam vyhrál tým Ruska podruhé za sebou zlaté medaile a on sám byl vyhlášen nejužitečnějším hráčem turnaje. V sezóně 2009/2010 byl vyměněn společně s Anssi Salmelou a druhým výběrem v draftu NHL 2010 za Johnnyho Oduyu, Niclase Bergforse, Patrice Cormiera a za výběr v prvním a druhém kole draftu NHL 2010 z Atlanty do New Jersey Devils, kde podepsal nejdelší kontrakt v historii NHL na patnáct let, téměř za 100 milionů dolarů. 11. 7. 2013 se nečekaně rozhodl ukončit angažmá v NHL, protože se chtěl vrátit zpátky do Ruska, kde chtěl hrát KHL. O čtyři dny na to Kovalčuk podepsal čtyřletou smlouvu s Petrohradem.
Kromě výluky v NHL během sezóny 2012/13 začal hrát KHL trvale v sezóně 2013/14, kdy nastupoval za SKA Petrohrad.

## Individuální úspěchy
- 2001 - Trofej Alexeje Čerepanova
- 2002 - NHL Youngstars Game
- 2001/2002 - NHL All-Rookie Team
- 2004 - NHL All-Star Game
- 2003/2004 - Maurice Richard Trophy
- 2003/2004 - 2. All-Star Tým
- 2003/2004 - Charlamovova trofej
- 2008 - NHL All-Star Game
- 2009 - NHL All-Star Game
- 2009 - Nejužitečnější hráč Mistrovství světa
- 2009 - Nejlepší útočník MS
- 2009 - All-Star Team MS
- 2010 - Nejlepší nahrávač MS
- 2010 - Nejproduktivnější hráč MS
- 2011/12 - 1. All-Star Team NHL
- 2012/13 - Utkání hvězd KHL
- 2012/13 - Útočník měsíce října v KHL
- 2013 - Nejlepší střelec na MS
- 2013/14 - Utkání hvězd KHL

## Týmové úspěchy
- 2000 - Stříbrná medaile na Mistrovství světa do 18 let
- 2001 - Zlatá medaile na Mistrovství světa do 18 let
- 2002 - Bronzová medaile na Zimních olympijských hrách
- 2005 - Bronzová medaile na Mistrovství světa
- 2007 - Bronzová medaile na Mistrovství světa
- 2008 - Zlatá medaile na Mistrovství světa
- 2009 - Zlatá medaile na Mistrovství světa
- 2010 - Stříbrná medaile na Mistrovství světa

## Prvenství

### NHL
- Debut – 4. října 2001 (Buffalo Sabres proti Atlanta Thrashers)
- První gól – 6. října 2001 (Boston Bruins proti Atlanta Thrashers, kanadskému brankáři Byron Dafoe)
- První asistence – 1. listopadu 2001 (San Jose Sharks proti Atlanta Thrashers)
- První hattrick – 6. prosince 2002 (Washington Capitals proti Atlanta Thrashers)

### KHL
- Debut – 23. září 2012 (HK Dynamo Moskva proti SKA Saint Petersburg)
- První asistence – 23. září 2012 (HK Dynamo Moskva proti SKA Saint Petersburg)
- První gól – 3. října 2012 (SKA Saint Petersburg proti CHK Neftěchimik Nižněkamsk, ruskému brankáři Maxim Sokolov)
- První hattrick – 8. října 2012 (CSKA Moskva proti SKA Saint Petersburg)

## Klubová statistika
| Sezóna       | Klub                    | Soutěž       |     | Základní část | Základní část | Základní část | Základní část | Základní část |    | Play off | Play off | Play off | Play off | Play off |
| Sezóna       | Klub                    | Soutěž       | Z   | G             | A             | B             | TM            | Z             | G  | A        | B        | TM       |          |          |
| 1999–00      | HK Spartak Moskva       | 1.RSL        | 49  | 12            | 5             | 17            | 75            | —             | —  | —        | —        | —        |          |          |
| 1999–00      | HK Spartak Moskva 2     | 2.RSL        | 2   | 2             | 1             | 3             | 14            | —             | —  | —        | —        | —        |          |          |
| 2000–01      | HK Spartak Moskva       | 1.RSL        | 40  | 28            | 18            | 46            | 78            | 12            | 14 | 4        | 18       | 38       |          |          |
| 2001–02      | Atlanta Thrashers       | NHL          | 65  | 29            | 22            | 51            | 28            | —             | —  | —        | —        | —        |          |          |
| 2002–03      | Atlanta Thrashers       | NHL          | 81  | 38            | 29            | 67            | 57            | —             | —  | —        | —        | —        |          |          |
| 2003–04      | Atlanta Thrashers       | NHL          | 81  | 41            | 46            | 87            | 63            | —             | —  | —        | —        | —        |          |          |
| 2004–05      | Ak Bars Kazaň           | RSL          | 53  | 19            | 23            | 42            | 72            | 4             | 0  | 1        | 1        | 0        |          |          |
| 2005–06      | Chimik Moskevská oblast | RSL          | 11  | 8             | 5             | 13            | 24            | —             | —  | —        | —        | —        |          |          |
| 2005–06      | Atlanta Thrashers       | NHL          | 78  | 52            | 46            | 98            | 68            | —             | —  | —        | —        | —        |          |          |
| 2006–07      | Atlanta Thrashers       | NHL          | 82  | 42            | 34            | 76            | 66            | 4             | 1  | 1        | 2        | 19       |          |          |
| 2007–08      | Atlanta Thrashers       | NHL          | 79  | 52            | 35            | 87            | 52            | —             | —  | —        | —        | —        |          |          |
| 2008–09      | Atlanta Thrashers       | NHL          | 79  | 43            | 48            | 91            | 50            | —             | —  | —        | —        | —        |          |          |
| 2009–10      | Atlanta Thrashers       | NHL          | 49  | 31            | 27            | 58            | 45            | —             | —  | —        | —        | —        |          |          |
| 2009–10      | New Jersey Devils       | NHL          | 27  | 10            | 17            | 27            | 8             | 5             | 2  | 4        | 6        | 6        |          |          |
| 2010–11      | New Jersey Devils       | NHL          | 81  | 31            | 29            | 60            | 28            | —             | —  | —        | —        | —        |          |          |
| 2011–12      | New Jersey Devils       | NHL          | 77  | 37            | 46            | 83            | 33            | 23            | 8  | 11       | 19       | 6        |          |          |
| 2012–13      | SKA Saint Petersburg    | KHL          | 36  | 18            | 24            | 42            | 12            | —             | —  | —        | —        | —        |          |          |
| 2012–13      | New Jersey Devils       | NHL          | 37  | 11            | 20            | 31            | 18            | —             | —  | —        | —        | —        |          |          |
| 2013–14      | SKA Saint Petersburg    | KHL          | 45  | 16            | 24            | 40            | 38            | 10            | 3  | 2        | 5        | 31       |          |          |
| 2014–15      | SKA Saint Petersburg    | KHL          | 54  | 25            | 30            | 55            | 69            | 22            | 8  | 11       | 19       | 12       |          |          |
| 2015–16      | SKA Saint Petersburg    | KHL          | 50  | 16            | 33            | 49            | 24            | 4             | 0  | 0        | 0        | 2        |          |          |
| 2016–17      | SKA Saint Petersburg    | KHL          | 60  | 32            | 46            | 78            | 47            | 18            | 6  | 3        | 9        | 35       |          |          |
| 2017–18      | SKA Saint Petersburg    | KHL          | 53  | 31            | 32            | 63            | 26            | 15            | 6  | 4        | 10       | 12       |          |          |
| 2018–19      | Los Angeles Kings       | NHL          | 64  | 16            | 18            | 34            | 10            | —             | —  | —        | —        | —        |          |          |
| 2019–20      | Los Angeles Kings       | NHL          | 17  | 3             | 6             | 9             | 12            | —             | —  | —        | —        | —        |          |          |
| 2019–20      | Montreal Canadiens      | NHL          | 22  | 6             | 7             | 13            | 2             | —             | —  | —        | —        | —        |          |          |
| 2019–20      | Washington Capitals     | NHL          | 7   | 1             | 3             | 4             | 4             | 8             | 0  | 1        | 1        | 2        |          |          |
| 2020–21      | Avangard Omsk           | KHL          | 16  | 5             | 12            | 17            | 16            | 24            | 4  | 5        | 9        | 31       |          |          |
| 2023–24      | HK Spartak Moskva       | KHL          | 20  | 4             | 4             | 8             | 2             | 5             | 0  | 0        | 0        | 2        |          |          |
| Celkem v NHL | Celkem v NHL            | Celkem v NHL | 926 | 443           | 433           | 876           | 544           | 40            | 11 | 17       | 28       | 33       |          |          |
| Celkem v RSL | Celkem v RSL            | Celkem v RSL | 64  | 27            | 28            | 55            | 96            | 4             | 0  | 1        | 1        | 0        |          |          |
| Celkem v KHL | Celkem v KHL            | Celkem v KHL | 334 | 147           | 205           | 352           | 234           | 98            | 27 | 25       | 52       | 125      |          |          |

## Reprezentace
| Rok                       | Tým                       | Soutěž                    | Z   | G  | A  | B   | TM  |
| ------------------------- | ------------------------- | ------------------------- | --- | -- | -- | --- | --- |
| 2000                      | Rusko 18                  | MS-18                     | 6   | 2  | 3  | 5   | 6   |
| 2001                      | Rusko 20                  | MSJ                       | 7   | 4  | 2  | 6   | 37  |
| 2001                      | Rusko 18                  | MS-18                     | 6   | 11 | 4  | 15  | 26  |
| 2002                      | Rusko                     | ZOH                       | 6   | 1  | 2  | 3   | 14  |
| 2003                      | Rusko                     | MS                        | 7   | 4  | 0  | 4   | 6   |
| 2004                      | Rusko                     | MS                        | 6   | 3  | 1  | 4   | 6   |
| 2004                      | Rusko                     | SP                        | 4   | 1  | 0  | 1   | 4   |
| 2005                      | Rusko                     | MS                        | 9   | 3  | 3  | 6   | 4   |
| 2006                      | Rusko                     | ZOH                       | 8   | 4  | 1  | 5   | 31  |
| 2007                      | Rusko                     | MS                        | 9   | 2  | 5  | 7   | 10  |
| 2008                      | Rusko                     | MS                        | 8   | 2  | 6  | 8   | 52  |
| 2009                      | Rusko                     | MS                        | 9   | 5  | 9  | 14  | 4   |
| 2010                      | Rusko                     | ZOH                       | 4   | 1  | 2  | 3   | 0   |
| 2010                      | Rusko                     | MS                        | 9   | 2  | 10 | 12  | 2   |
| 2011                      | Rusko                     | MS                        | 8   | 8  | 5  | 13  | 29  |
| 2013                      | Rusko                     | MS                        | 9   | 2  | 10 | 12  | 2   |
| 2014                      | Rusko                     | ZOH                       | 5   | 3  | 0  | 3   | 2   |
| 2015                      | Rusko                     | MS                        | 10  | 2  | 3  | 5   | 2   |
| 2018                      | Rusko                     | ZOH                       | 6   | 5  | 2  | 7   | 4   |
| 2019                      | Rusko                     | MS                        | 10  | 2  | 3  | 5   | 4   |
| Juniorská kariéra celkově | Juniorská kariéra celkově | Juniorská kariéra celkově | 19  | 17 | 9  | 26  | 69  |
| Seniorská kariéra celkově | Seniorská kariéra celkově | Seniorská kariéra celkově | 127 | 51 | 57 | 108 | 180 |